# Giải quần vợt Pháp Mở rộng 2018 - Đôi nữ huyền thoại
Tracy Austin và Kim Clijsters là đương kim vô địch, nhưng họ không đánh đôi với nhau. Austin đánh cặp với Lindsay Davenport, nhưng họ đã bị loại ở vòng bảng. Clijsters đánh cặp với Nathalie Tauziat, nhưng họ thua Nathalie Dechy và Amélie Mauresmo trong trận chung kết, 6–7(4–7), 6–4, [15–13].

## Kết quả

### Từ viết tắt
| - Q = Vòng loại - WC = Đặc cách - LL = Thua cuộc may mắn - Alt = Thay thế - SE = Miễn đặc biệt | - PR = Bảo toàn thứ hạng - w/o = Thắng nhờ đối thủ rút lui trước trận đấu - r = Bỏ cuộc giữa trận đấu - d = Bị xử thua - SR = Xếp hạng đặc biệt |

### Chung kết
|  | Chung kết |                                |    |   |      |  |
|  |           |                                |    |   |      |  |
|  | A2        | Kim Clijsters Nathalie Tauziat | 7  | 4 | [13] |  |
|  | B2        | Nathalie Dechy Amélie Mauresmo | 64 | 6 | [15] |  |

### Bảng A
|    |                                    | M Bartoli M Navratilova | K Clijsters N Tauziat | I Majoli A Sánchez Vicario | RR W–L | Set W–L | Game W–L | Xếp hạng |
| A1 | Marion Bartoli Martina Navratilova |                         | 1–6, 2–6              | 6–3, 6–3                   | 1–1    | 2–2     | 15–18    | 2        |
| A2 | Kim Clijsters Nathalie Tauziat     | 6–1, 6–2                |                       | 6–2, 6–4                   | 2–0    | 4–0     | 24–9     | 1        |
| A3 | Iva Majoli Arantxa Sánchez Vicario | 3–6, 3–6                | 2–6, 4–6              |                            | 0–2    | 0–4     | 12–24    | 3        |

Tiêu chí xếp hạng: 1) Số trận thắng; 2) Số trận; 3) Số phần trăm set thắng hoặc game thắng (trong cuộc đấu tay ba); 4) Quyết định của ban tổ chức.

### Bảng B
|    |                                   | T Austin L Davenport | N Dechy A Mauresmo    | C Martínez S Testud   | RR W–L | Set W–L | Game W–L | Xếp hạng |
| B1 | Tracy Austin Lindsay Davenport    |                      | 2–6, 2–6              | 6–4, 6–3              | 1–1    | 2–2     | 16–19    | 2        |
| B2 | Nathalie Dechy Amélie Mauresmo    | 6–2, 6–2             |                       | 6–4, 6–7(5–7), [10–7] | 2–0    | 4–1     | 25–15    | 1        |
| B3 | Conchita Martínez Sandrine Testud | 4–6, 3–6             | 4–6, 7–6(7–5), [7–10] |                       | 0–2    | 1–4     | 18–25    | 3        |

Tiêu chí xếp hạng: 1) Số trận thắng; 2) Số trận; 3) Số phần trăm set thắng hoặc game thắng (trong cuộc đấu tay ba); 4) Quyết định của ban tổ chức.